# Euan Clarkson
Euan Neilson Kerr Clarkson, FRSE, häufig E. N. K. Clarkson zitiert, (* 9. Mai 1937; †  31. August 2024) war ein britischer Paläontologe. Er war Professor für Paläontologie an der Universität Edinburgh.

## Werdegang
Clarkson studierte von 1955 bis 1957 an der Universität Edinburgh, wo er den Rest seiner akademischen Karriere blieb, abgesehen von einer Zeit als Forschungsstudent an der University of Cambridge bei Martin Ruckwick. 1963 wurde er dort Assistant Lecturer, 1965 Lecturer, 1978 Senior Lecturer, 1981 Reader und 1998 Professor. Seit 2002 war er Professor Emeritus.
Von 1985 bis 1987 war er Präsident der Edinburgh Geological Society und von 1998 bis 2000 Präsident der Palaeontological Association. Von 1987 bis 1992 war er Trustee des Natural History Museum in London. 2010 erhielt er die Coke Medal der Geological Society of London und 1993 die Keith Medal der Royal Society of Edinburgh, deren Fellow er seit 1984 war (FRSE). 2012 erhielt er die Lapworth Medal.
Er gilt als führender Trilobiten-Experte, der insbesondere für die Untersuchung des Sehmechanismus der Trilobiten bekannt ist. Dabei arbeitete er auch mit dem Kernphysiker und Amateur-Paläontologen Riccardo Levi-Setti von der Universität Chicago zusammen. Von ihm stammen aber auch viele weitere Beiträge zur Systematik, Lebensweise und Evolution der Trilobiten und wichtige Beiträge zur Stratigraphie des Paläozoikums besonders in Schottland und Irland.
Mit Derek Briggs und Richard Aldridge beschrieb er 1983 Weichteil-Fossilien aus dem unteren Karbon (Granton-Shrimp-Bed) von Edinburgh, die Hinweise auf das Conodonten-Tier lieferten, von dem sonst nur zahnartige Mikrofossilien erhalten sind. Die Identität der Condodonten, die eine wichtige Rolle in der Biostratigraphie spielen, war zuvor lange umstritten. Die Weichteilfunde zeigen sie als aalartige Chordatiere, wobei die von diesen meist gefundenen Hartteile wahrscheinlich Zähne waren.
Sein Lehrbuch über Paläontologie der Wirbellosen ist ein Standardwerk.

## Schriften
- Invertebrate Paleontology and Evolution, 4. Auflage, Wiley-Blackwell 1998
- mit anderen: Edinburgh Rock: The Geology of Lothian, 2006
- mit anderen: Death of an Ocean: A Geological Borders Ballad, 2009